# Nemesládony
Nemesládony község Vas vármegyében, a Sárvári járásban.

## Fekvése
Kőszegtól keletre, Répcelaktól nyugatra fekszik.
A szomszédos települések: észak felől Iván, északkelet felől Csér, kelet felől Nagygeresd, dél felől Tompaládony, nyugat felől pedig Sajtoskál. Északnyugat felől a legközelebbi település Simaság, de a közigazgatási területeik nem érintkeznek.

### Megközelítése
Csak közúton érhető el, Sajtoskál vagy Tompaládony irányából, a 8642-es úton. Az ország távolabbi részei felől a 84-es főúton közelíthető meg, sajtoskáli letéréssel.
Vasútvonal nem érinti, a legközelebbi vasúti csatlakozási lehetőséget a Hegyeshalom–Porpác-vasútvonal Vasegerszeg megállóhelye kínálja, bő 6 kilométerre délkeletre.

## Története
Nevét az oklevelek 1234-ben említették először Ladun néven, ekkor már mint templomos hely volt említve. 1332-ben a pápai tizedjegyzék Szent Miklósról elnevezett templomát is említette. Lakói 1550 után evangélikusok lettek. 
Első ismert birtokosai a Ládonyi család tagjai voltak. 1467-ben a Niczky családot említették birtokosaként, 1580-ban itt Niczky Bálint  malmot is építtetett.
A 18-19. században is e család volt a falu legnagyobb birtokosa.
A trianoni békeszerződés előtt Sopron vármegye csepregi járásához tartozott. 1910-ben 526 lakosából 523 magyar volt. Lakosai közül ekkor 317 v római katolikus, 201 evangélikus, és 8 izraelita volt.

## Közélete

### Polgármesterei
- 1990–1994: Bokor Endréné (független)[4]
- 1994–1998: Bokor Endréné (független)[5]
- 1998–2002: Bokor Endréné (független)[6]
- 2002–2006: Bokor Endréné (független)[7]
- 2006–2010: Bokor Endréné (független)[8]
- 2010–2014: Bokor Endréné (független)[9]
- 2014–2019: Németh László (független)[10]
- 2019–2024: Rubóczkiné Börczy Viktória (független)[11]
- 2024–2025: Rubóczkiné Börczy Viktória (független)[1]

A településen 2025. október 5-én időközi polgármester-választást kell tartani, az előző polgármester néhány hónappal korábban bejelentett lemondása miatt.

## Népesség
A település népességének változása:
| Lakosok száma | 138  | 136  | 143  | 152  | 160  | 163  | 154  |
|               | 2013 | 2014 | 2015 | 2021 | 2022 | 2023 | 2024 |

A 2011-es népszámlálás során a lakosok 78,3%-a magyarnak, 0,8% szlováknak mondta magát (21,7% nem nyilatkozott; a kettős identitások miatt a végösszeg nagyobb lehet 100%-nál). A vallási megoszlás a következő volt: római katolikus 46,5%, református 0,8%, evangélikus 17,1%, felekezet nélküli 3,1% (32,6% nem nyilatkozott).
2022-ben a lakosság 83,8%-a vallotta magát magyarnak, 10% németnek, 2,5% cigánynak, 1,3-1,3% ukránnak, görögnek és lengyelnek, 0,6% szlováknak, 5% egyéb, nem hazai nemzetiségűnek (6,91% nem nyilatkozott; a kettős identitások miatt a végösszeg nagyobb lehet 100%-nál). Vallásuk szerint 21,9% volt római katolikus, 11,3% evangélikus, 1,3% ortodox, 0,6% református, 5% egyéb keresztény, 7,5% felekezeten kívüli (52,5% nem válaszolt).

## Nevezetességei
- Szent Miklósról elnevezett plébánia temploma Árpád-kori. 1751-ben barokk stílusban építették át, majd 1832-ben ismét átépítésen esett át, ekkor kapta orgonáját is.

## Itt születtek, itt éltek
- Itt született 1837-ben Horváth Sándor ágostai evangélikus lelkész.
- Itt született 1910. november 8-án Németh Márton kertészmérnök, szőlész, a mezőgazdasági tudományok kandidátusa (1973).

## Képgaléria

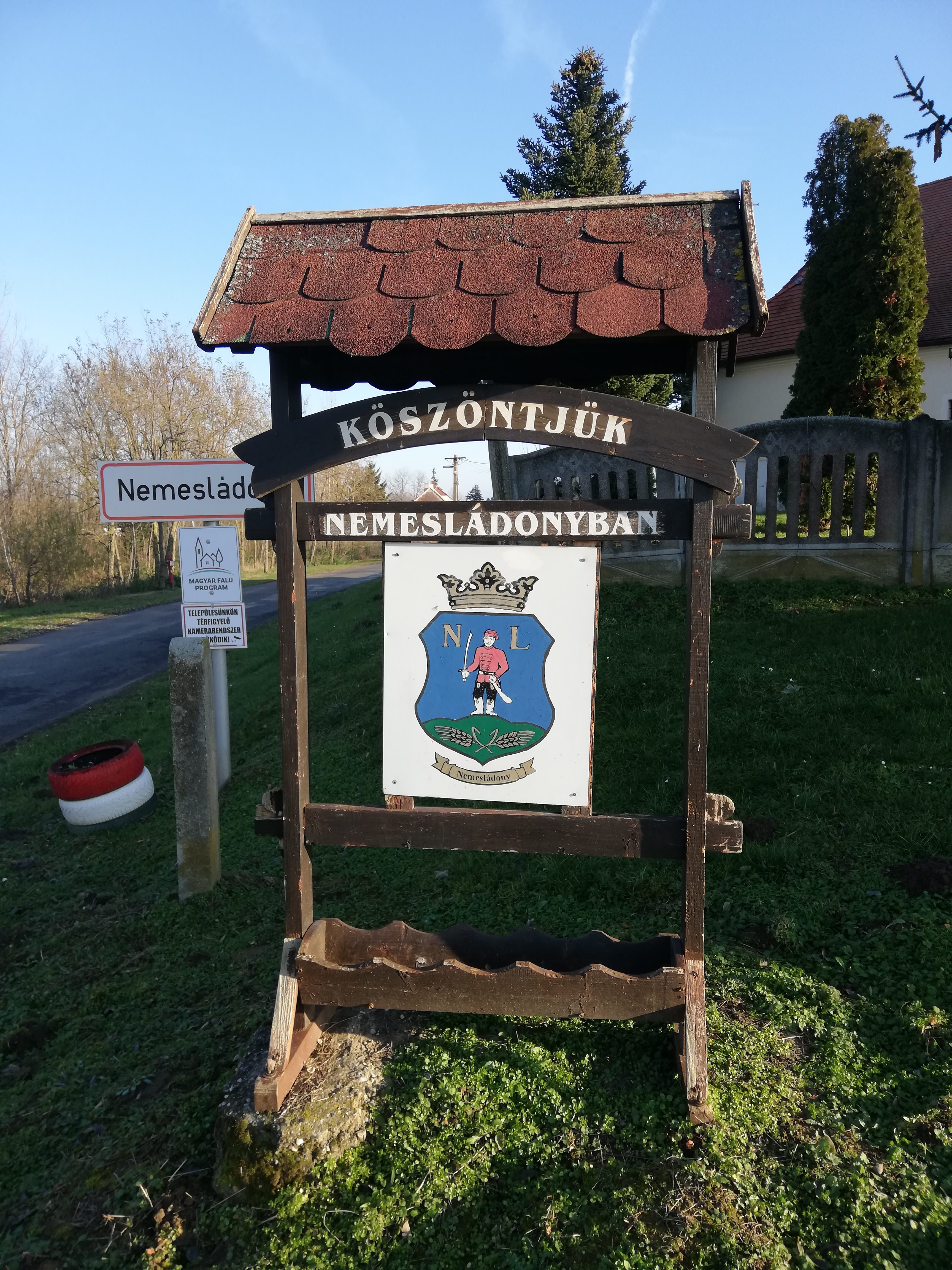
Üdvözlő tábla
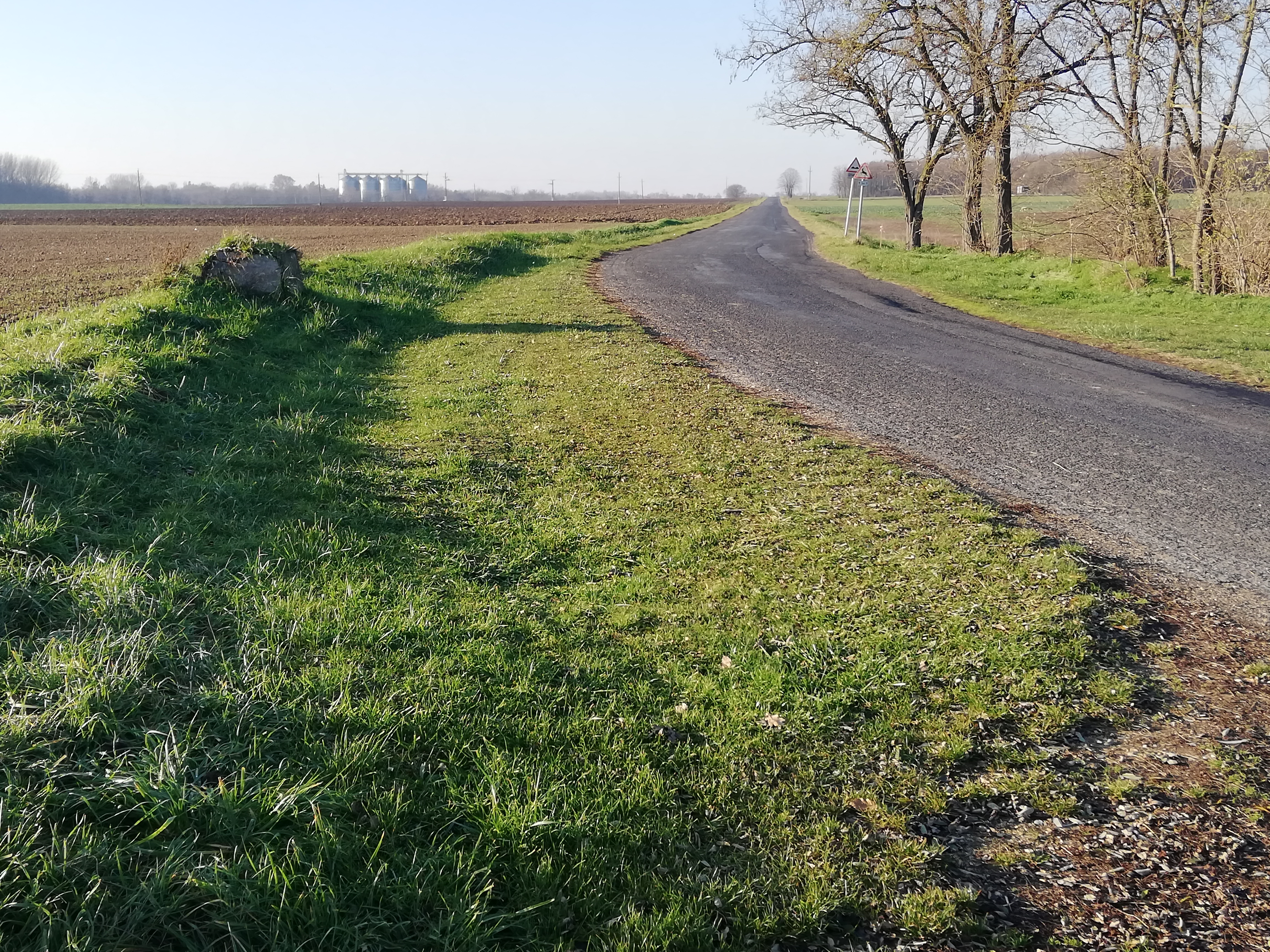
A 8642-es út bevezető szakasza a 84-es főút (Simaság) felől
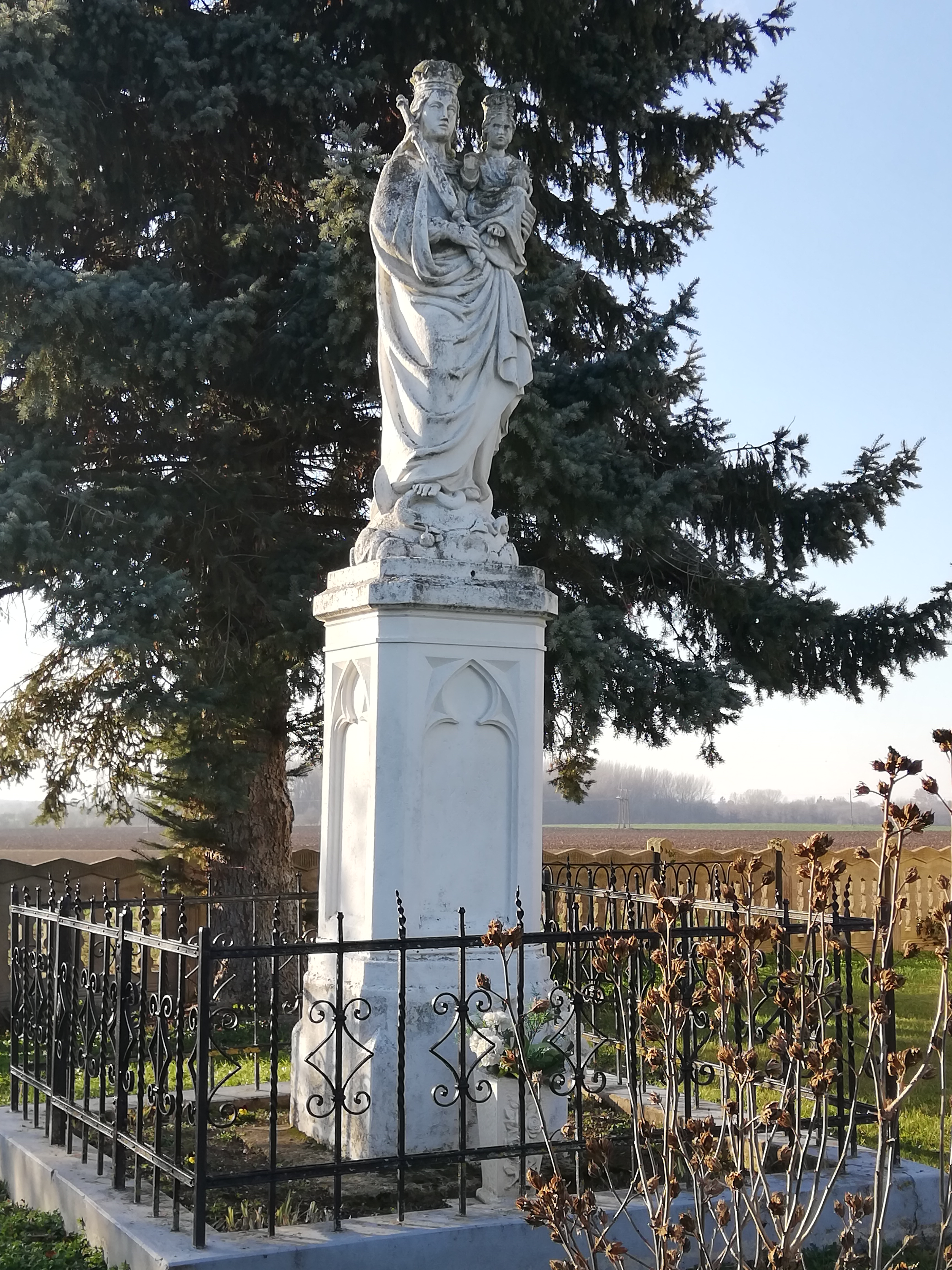
Kőszobor a templomkertben
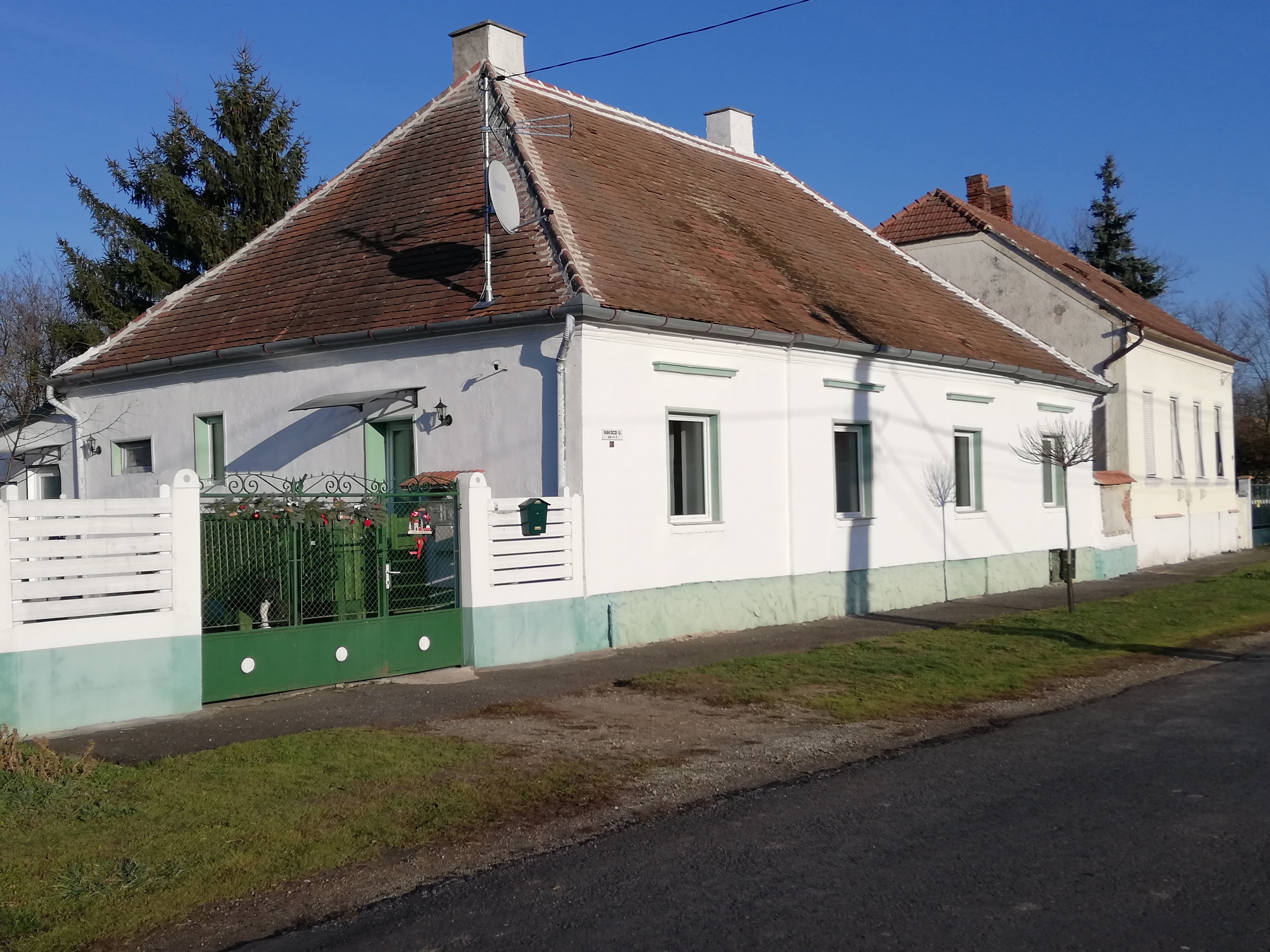
Szépen felújított házak a falu szélén
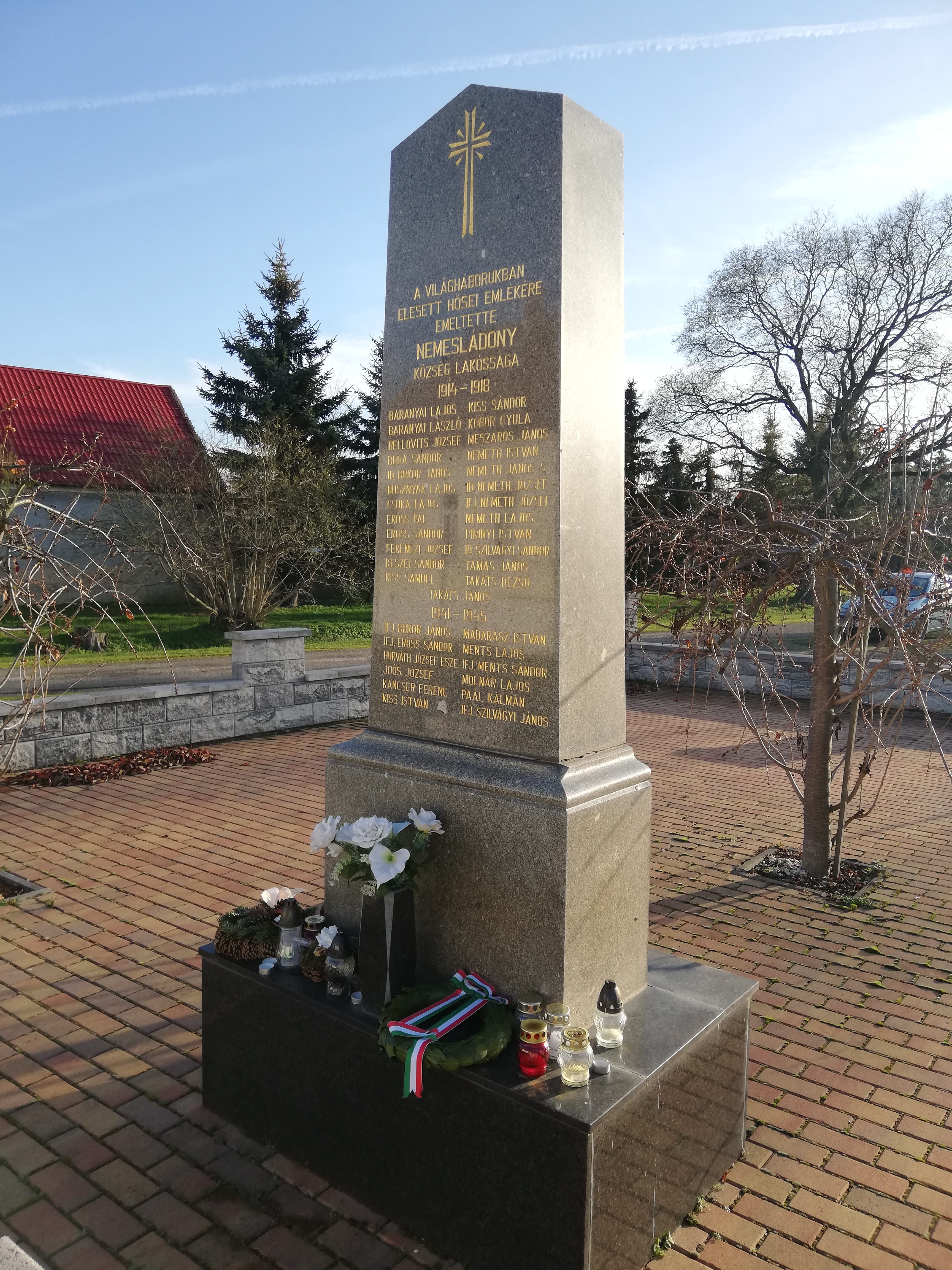
Hősi emlékmű
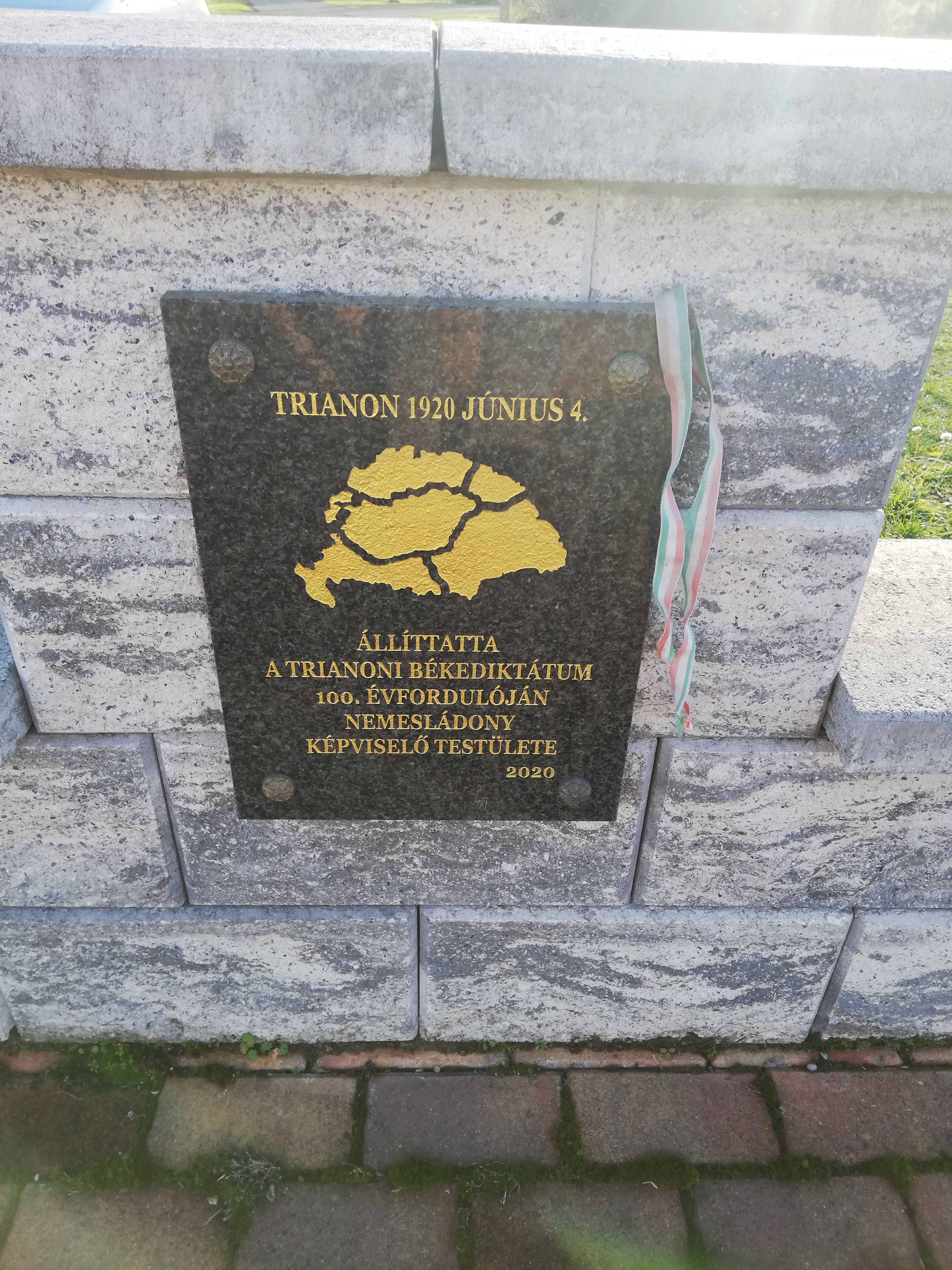
Trianoni emléktábla
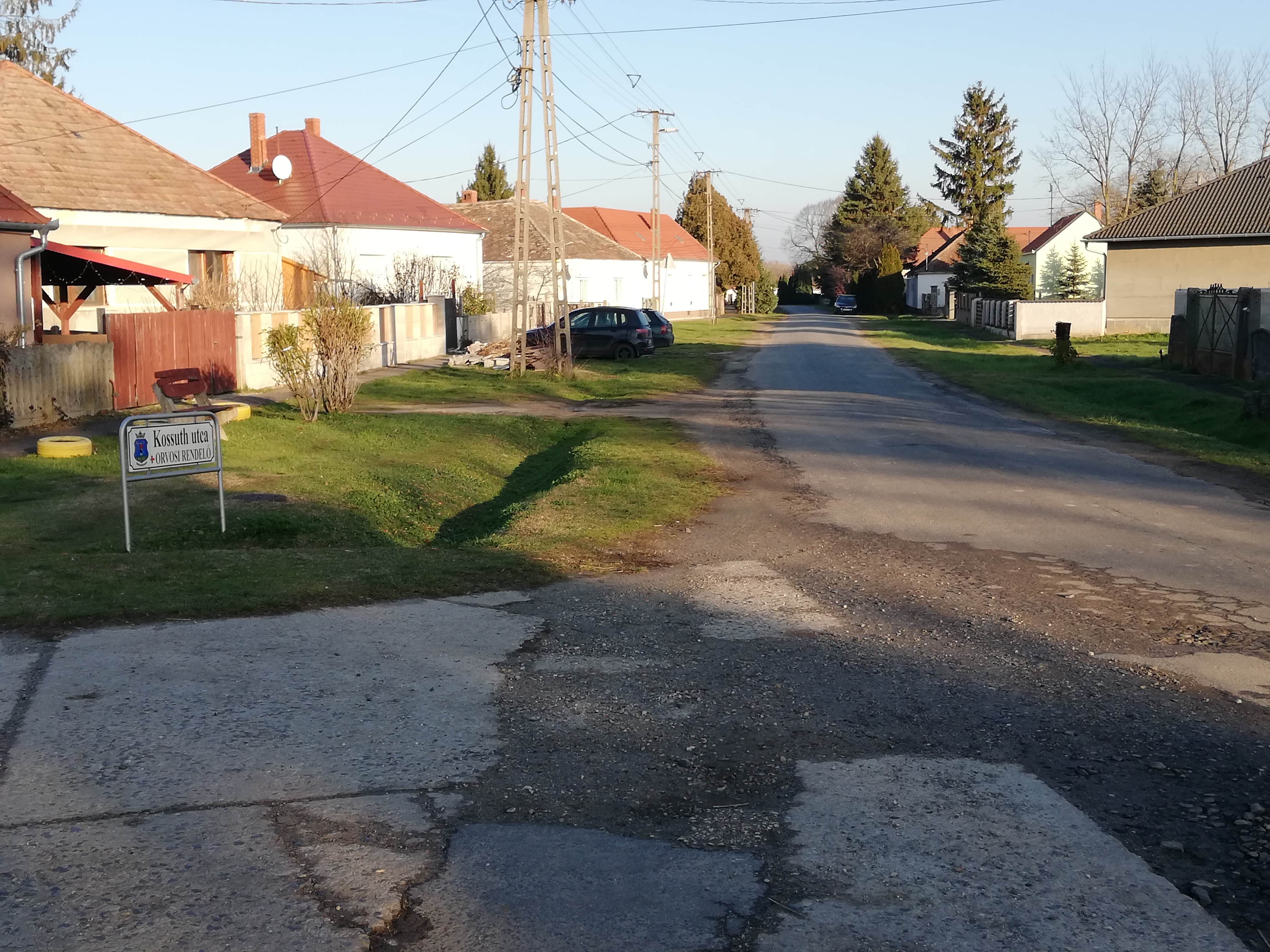
Falukép
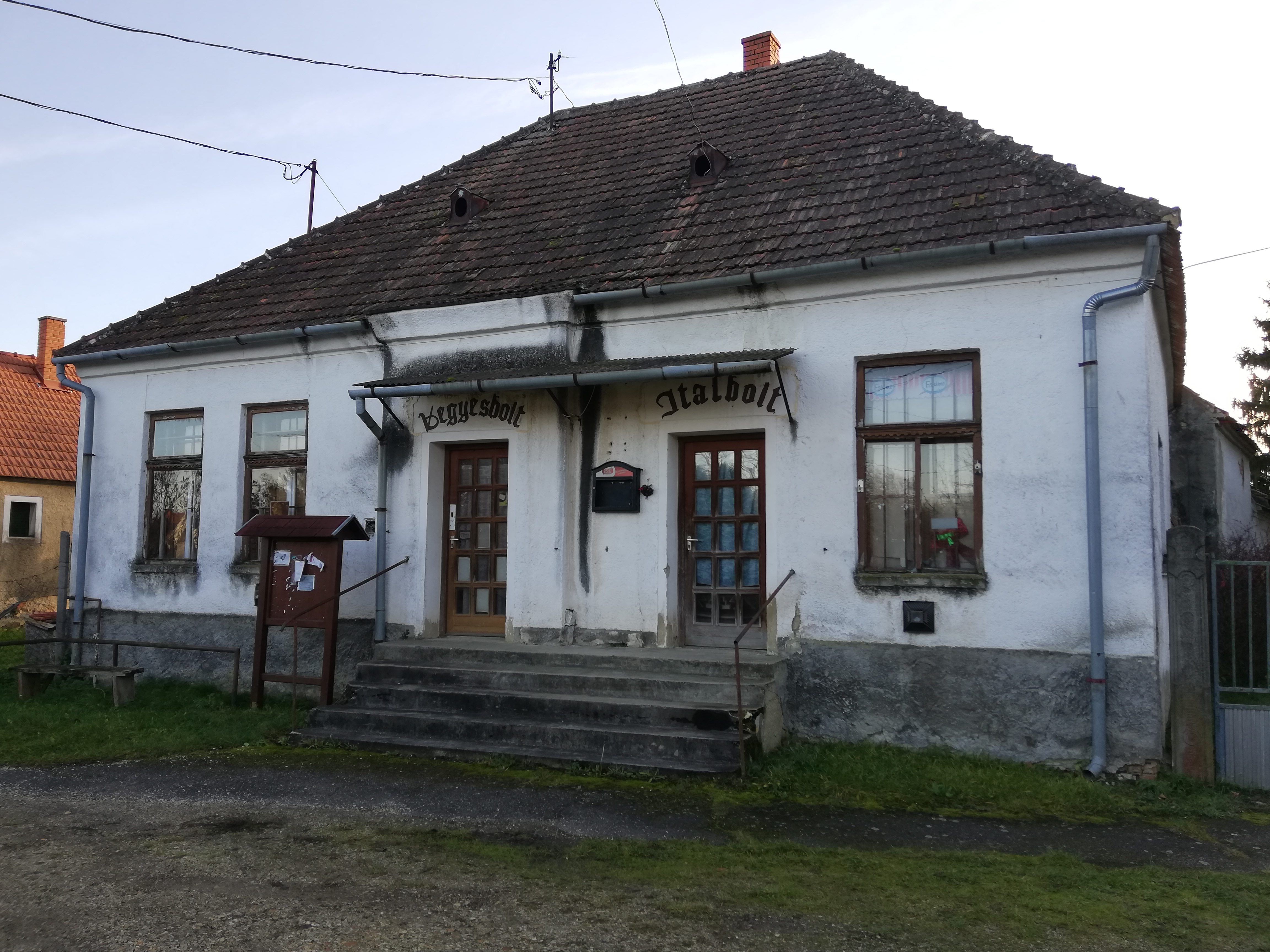
A helyi vegyesbolt, italbolt és posta közös épülete
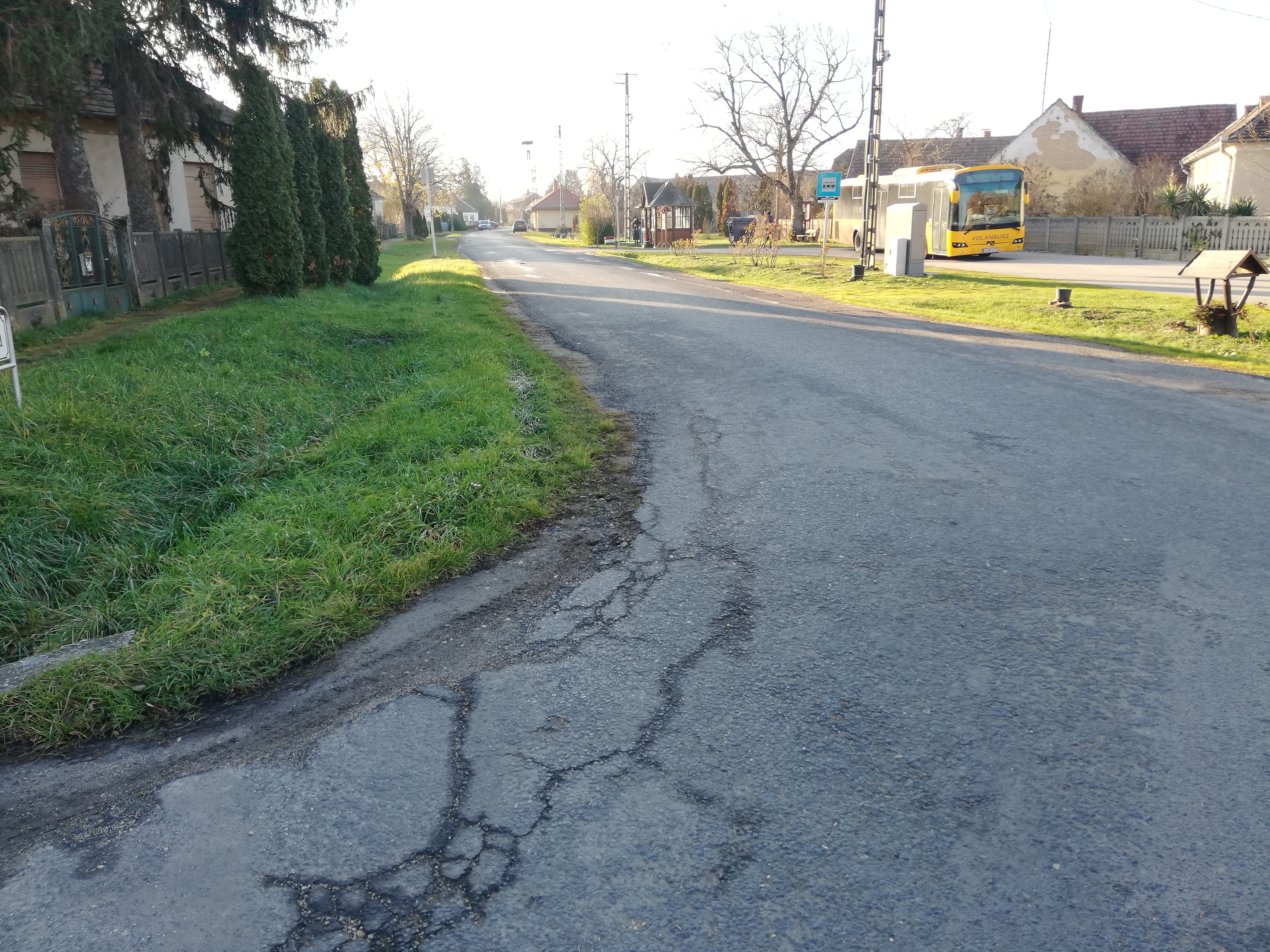
Nemesládony központja a buszfordulóval